# Saint-Jean-Lagineste
Saint-Jean-Lagineste è un comune francese di 311 abitanti situato nel dipartimento del Lot nella regione dell'Occitania.

## Società

### Evoluzione demografica
Abitanti censiti